# Dominik Schrage
Dominik Schrage (* 1969 in Hovestadt) ist ein deutscher Soziologe und Hochschullehrer. Er ist Professor für Soziologische Theorien und Kultursoziologie an der Technischen Universität Dresden.

## Leben
Schrage studierte von 1990 bis 1995 Philosophie, Soziologie und Romanistik an der Albert-Ludwigs-Universität Freiburg, an der Freien Universität Berlin und an der Université Paris I. Er wurde 2000 an der Albert-Ludwigs-Universität Freiburg promoviert; die Dissertation Psychotechnik und Radiophonie. Subjektkonstruktionen in artifiziellen Wirklichkeiten 1918–1932 erschien 2001 im Wilhelm Fink Verlag. 
Von 2001 bis 2010 war er wissenschaftlicher Mitarbeiter am Institut für Soziologie der TU Dresden, an der er sich 2008 habilitierte und die Lehrbefugnis für das Fach Soziologie erhielt. Die Habilitationsschrift Die Verfügbarkeit der Dinge. Eine historische Soziologie des Konsums erschien 2009 im Campus-Verlag. 
Von 2010 bis 2012 war Schrage Professurvertreter und von 2012 bis 2015 Professor für Kultur- und Mediensoziologie an der Leuphana Universität Lüneburg. Seit April 2015 ist er Inhaber des Lehrstuhls für Soziologische Theorien und Kultursoziologie an der TU Dresden. Er ist seit 2005 Mitglied im Vorstand und seit 2015 Sprecher der Sektion Kultursoziologie in der Deutschen Gesellschaft für Soziologie, leitet seit 2002 zusammen mit Kai-Uwe Hellmann die Arbeitsgruppe Konsumsoziologie. Seit Juli 2017 ist er Teilprojektleiter im Dresdner Sonderforschungsbereich 1285: „Invektivität. Konstellationen und Dynamiken der Herabsetzung“.
Dominik Schrages Forschungsgebiete sind Kultursoziologie, soziologische Theorie, historische Soziologie, Konsumsoziologie, Mediensoziologie und Diskursanalyse.

## Werke
- Psychotechnik und Radiophonie. Subjektkonstruktionen in artifiziellen Wirklichkeiten 1918-1932. Wilhelm-Fink-Verlag, München 2001, ISBN 3-7705-3624-X.
- Die Verfügbarkeit der Dinge. Eine historische Soziologie des Konsums. Campus Verlag, Frankfurt/New York, ISBN 978-3-593-39047-5.
- Zwischen Methodenpluralismus und Datenhandel. Zur Soziologie der kommerziellen Konsumforschung. VS Verlag, Wiesbaden 2008 (Hgg. mit Markus Friederici).
- Technische Reproduzierbarkeit. Zur Kultursoziologie massenmedialer Vervielfältigung. Transcript-Verlag, Bielefeld 2007 (Hgg. mit Lutz Hieber).
- Das Management der Kunden. Studien zur Soziologie des Shopping. VS Verlag, Wiesbaden 2005 (Hgg. mit Kai-Uwe Hellmann).
- Die Flut. Diskursanalysen zum Dresdner Hochwasser vom August 2002. Verlag Monsenstein und Vannerdat, Münster 2005 (Hgg.).
- Konsum der Werbung. Zur Produktion und Rezeption von Sinn in der kommerziellen Kultur. VS Verlag, Wiesbaden 2004 (Hgg. mit Kai-Uwe Hellmann).
- Technologien als Diskurse. Konstruktionen von Wissen, Medien und Körpern. Synchron-Verlag, Heidelberg 2001 (Hgg. mit Andreas Lösch, Dierk Spreen und Markus Stauff).

Außerdem ist Schrage Herausgeber der Reihe Dresdner Beiträge zur Soziologie gemeinsam mit Guido Mehlkop und Stephan Hein.